# 青木一雄
青木 一雄（あおき かずお、1953年 - ）は、日本の公衆衛生学者、琉球大学医学部教授。独立行政法人労働者健康安全機構・沖縄産業保健総合支援センター所長。東京都出身。

## 略歴
- 1972年3月 東京都立足立高等学校卒業
- 1976年3月 上智大学理工学部数学科卒業
- 1978年3月 上智大学大学院理工学研究科博士前期課程（数学専攻：解析学）理学修士（数学）
- 1981年3月 上智大学大学院理工学研究科博士後期課程（数学専攻：解析学）単位取得満期退学
- 1981年4月 大分医科大学入学
- 1987年 医師免許取得
- 1987年10月 大分医科大学公衆衛生医学教室文部教官助手
- 1995年 医学博士号取得　論文の題は「Changes in 2,5-hexanedione concentration in sciatic nerve,serum and urine of rats induced by combined administration of 2,5-hexanedione with acetone or methyl ethyl ketone(2,5-ヘキサンジオンとアセトンあるいはメチルエチルケトンとの混合投与における坐骨神経,血清及び尿中2,5-ヘキサンジオン濃度の変化) 」[1]。
- 1996年 専任講師
- 1998年 - 1999年 ジョンズ・ホプキンス大学公衆衛生学部生化学教室客員教授（DNA修復能の基礎的研究）
- 1998年 日本公衆衛生学会奨励賞受賞（血清ペプシノーゲンおよびガストリンを用いた胃がんスクリーニング方法の開発と地域への応用）
- 大分大学医学部（前・大分医科大学）（改組に伴うもの）人間環境・社会医学講座　准教授を経て
- 2008年4月 琉球大学医学部教授
- 2019年4月 独立行政法人労働者健康安全機構・沖縄産業保健総合支援センター所長

## 所属学会
- 日本公衆衛生学会
- 日本衛生学会（評議員）
- 日本産業衛生学会（評議員）
- 国際ICT利用研究学会（常任理事）
- 日本行動医学会（連絡委員、評議員）
- 九州農村医学会（評議員、学術委員）